# Камога, Дэвис
Дэвис Камога — угандийский бегун на короткие дистанции, который специализировался на дистанции 400 метров. Бронзовый призёр олимпийских игр 1996 года с результатом 44,53. Серебряный призёр чемпионата мира 1997 года. Выступал на Олимпиаде 2000 года, но не смог пройти дальше четвертьфинала. 
Личный рекорд на дистанции 400 метров — 44,37 — это национальный рекорд. Занимает 38-е место в списке самых быстрых бегунов на этой дистанции.